# یواس‌اس واینموکا (وای‌تی‌بی-۷۸۵)
یواس‌اس واینموکا (وای‌تی‌بی-۷۸۵) (به انگلیسی: USS Winnemucca (YTB-785)) یک کشتی بود که طول آن ۱۰۹ فوت (۳۳ متر) بود. این کشتی در سال ۱۹۶۵ ساخته شد.